# 스즈카 서킷
스즈카 서킷(일본어: 鈴鹿サーキット)으로 널리 알려진 스즈카 국제 레이싱 코스(일본어: 鈴鹿国際レーシングコース)은 1962년 미에현 스즈카시에 세워진 일본의 모터 스포츠 경기장이다. 혼다의 자회사인 모빌리티랜드 코퍼레이션(Mobilityland Corporation, 일본어: 株式会社モビリティランド)이 운영하고 있다. 경기장 수용인원 155,000명, 트랙 길이는 5.821 km 이고 코너가 17개이다. 특유의 입체 교차 구조로 유명하며, F1 일본 그랑프리와 스즈카 8시간 내구 레이스 등의 주요 행사를 주최하고 있다.

## 같이 보기
- 트윈 링 모테기